# János Hrutka
János Hrutka (Budapest, 26 ottobre 1974) è un ex calciatore ungherese, di ruolo difensore.

## Carriera

### Nazionale
Il 25 marzo 1998 esordisce contro l'Austria (2-3).

## Palmarès

### Club

#### Competizioni nazionali
- Campionato ungherese: 3

Ferencvaros: 1994-1995, 1995-1996, 2000-2001
- Campionato tedesco: 1

Kaiserslautern: 1997-1998
- Coppa d'Ungheria: 2

Ferencvaros: 1993-1994, 1994-1995